# ベルカステル (アヴェロン県)
ベルカステル(Belcastel)はフランスのアヴェロン県内に位置するコミューンである。
中世の街並みがよく保存されている。

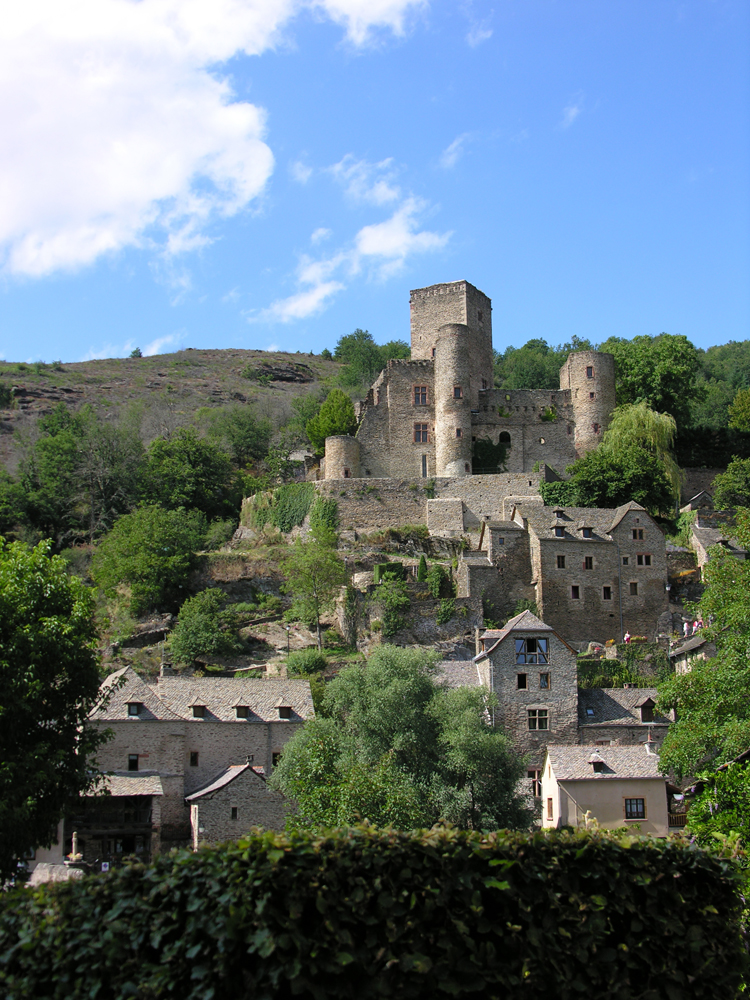
シャトー
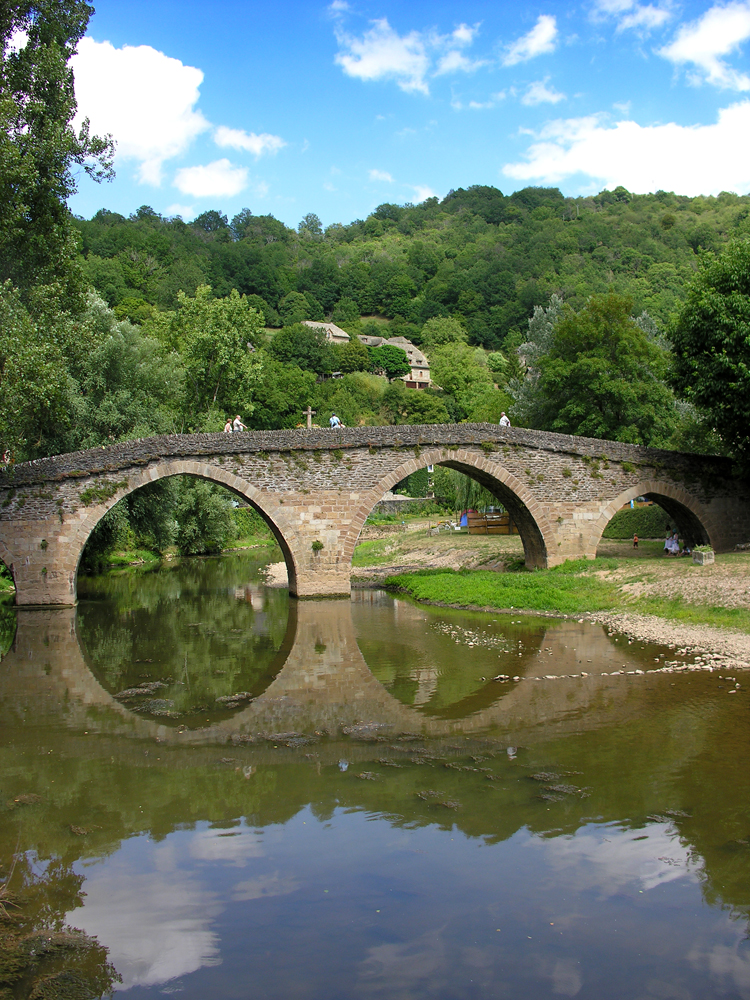
橋

## 名所
- シャトー・ド・ベルカステル

## ベルカステル出身の人物
- フェルナン・プイヨン : マルセイユ旧港の改築を行った。

## 位置情報
北緯44度23分22秒 東経02度20分16秒 / 北緯44.38944度 東経2.33778度